# 데릭 램바이어스
데릭 램바이어스(Derek Llambias, 1957년 2월~ )는 영국의 기업인이자 뉴캐슬 유나이티드 FC의 구단주 마이클 애슐리의 친구로, 전직 뉴캐슬 유나이티드 회장이다.

## 일생과 경력
런던 출생으로 램바이어스에서 30년 동안 레저 사업을 담당하며 경력을 쌓았고, 2008년 6월 17일 크리스 모트의 뒤를 이어 잉글랜드 프리미어리그 뉴캐슬 유나이티드 FC의 회장이 되었다.

## 같이 보기
- 뉴캐슬 유나이티드 FC